# Добротица (Силистренская область)
Добротица (болг. Добротица) — село в Болгарии. Находится в Силистренской области, входит в общину Ситово. Население составляет 464 человека.

## Политическая ситуация
В местном кметстве Добротица, в состав которого входит Добротица, должность кмета (старосты) исполняет Иван Илиев Алексиев (Болгарская социалистическая партия (БСП)) по результатам выборов.
Кмет (мэр) общины Ситово — Николай Георгиев Неделчев (Болгарская социалистическая партия (БСП)) по результатам выборов.